# 旧神谷家住宅 (安城市)
旧神谷家住宅（きゅうかみやけじゅうたく）は、愛知県安城市野寺町野寺33-2にある邸宅。主屋が登録有形文化財。

## 歴史

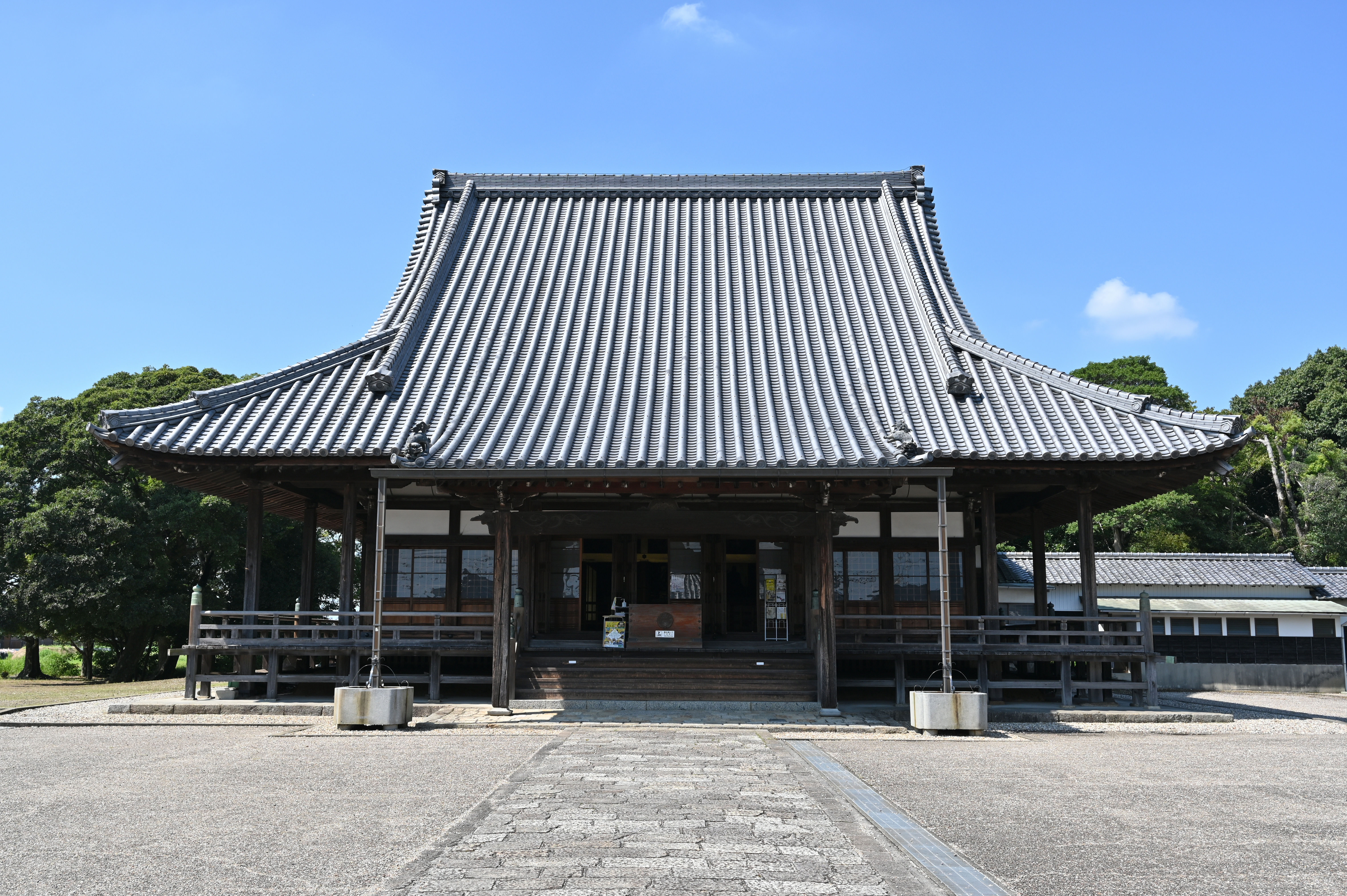
本證寺

西三河における有力な真宗寺院である本證寺の境内に隣接する。1920年（大正9年）に建てられた。1945年（昭和20年）1月13日の三河地震では柱などに被害が出た。1983年（昭和58年）頃に改修された。
2024年（令和6年）8月15日、主屋が登録有形文化財に登録された。登録基準は「造形の規範となっているもの」。安城市では18件目の登録有形文化財である。建物は安城市が取得しており、耐震補強を行った上で一般公開が予定されている。

## 建築
切妻造、桟瓦葺。本證寺の内堀の南東にある。南面して建つ。2列各3室の六間取の平面構成であり、後列西には角屋敷が接続している。前列西の仏間は説法のために一段高くなっている。真宗信仰が発展した西三河平野部の民家の典型例とされる。